# Villa Porteña

Localidades del Gran La Plata.

Villa Porteña es una localidad del partido de Berisso, provincia de Buenos Aires, Argentina; y pertenece al Gran La Plata.
En 1887 se lotearon y remataron 20 manzanas con 200 lotes paralelos a la calle Génova y se denominó Villa Porteña.
Según las cifras del INDEC, en 2001 tenía 14.343 habitantes, mientras que en 1980 tenía 13.894.

## Sismicidad
La región responde a las subfallas «del río Paraná», y «del río de la Plata», y a la falla de «Punta del Este», con sismicidad baja; y su última expresión se produjo el 5 de junio de 1888 (136 años), a las 3.20 UTC-3, con una magnitud aproximadamente de 5,0 en la escala de Richter (terremoto del Río de la Plata de 1888).
La Defensa Civil municipal debe advertir sobre escuchar y obedecer acerca de
Área de
- Tormentas severas, algo periódicas
- Baja sismicidad, con silencio sísmico de 136 años